# Water frame

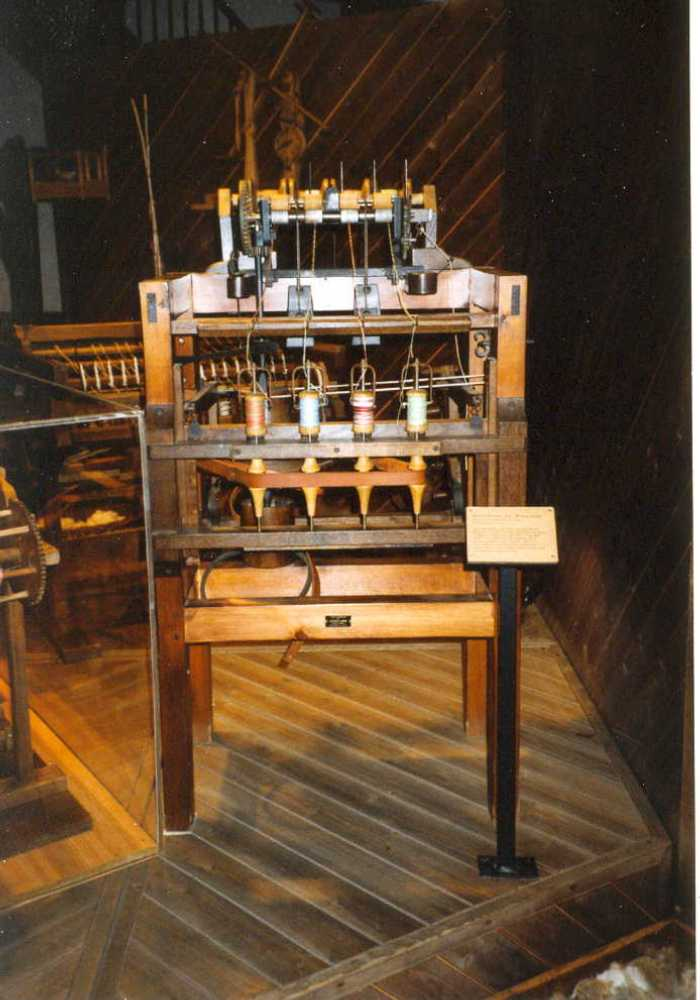
Modell av en Water frame i Wuppertal i Tyskland.

Water frame var en uppfinning, en spinnmaskin konstruerad av Richard Arkwright. Fabriksspinnandet tog på allvar fart med Arkwrights vattendrivna spinnmaskin, som han hade tagit patent på redan 1769. 
Maskinen kallades "Water frame" och kunde spinna hundratals gånger snabbare än spinnrocken. "Water frame" krävde tillgång till floder och vattenfall, det var då inte längre möjligt att ha kvar maskinen i hemmen. Man byggde industrier vid floder och vattenfall, ofta där det inte tidigare hade funnits någon bosättning att tala om. Kraven på investeringar blev högre, men det blev även vinsterna.